# 岩居由希子
岩居由希子（日语：／ Iwai Yukiko，1972年1月13日—），日本女性配音員。出身於千葉縣八千代市。自由身。已婚。身高151cm。A型血。
舊藝名岩井 由希子（日文讀音相同）。
代表作有《名偵探柯南》（吉田步美）、《星際少年隊》（露娜）、《旋風卡 陶藝家 猴太》（猴太）等。

## 簡歷
岩居由希子成長於千葉縣八千代市。她小時候夢想是開一家蛋糕店。當她還是個孩子的時候，她就更喜歡在外面和男孩子們玩踢罐子的遊戲，而不是玩家家酒。小時候，她看過電影《E.T.外星人》。並愛上了主角埃利奧特（亨利·托馬斯飾演），心裡想著「我想從事表演」。後來，中學時期，她透過動畫雜誌的連載文章了解到有配音員這個工作。在看電視的時候，她逐漸意識到「這個人和那個人的聲音是一樣的」，並開始考慮以此作為職業道路。
高中時期屬於話劇社。高中畢業後，她進入了一所商學院，並作為第9期的學員進入了勝田聲優學院。與內川藍維是同學。從同一所學校畢業後，她作為第1期生進入Office薰訓練學校。在那裡，她接受了被邀請擔任學院外聘講師的村松康雄的指導。兩年後，她開始焦慮了，但有一天她突然有了一個想法，在家裡用錄音機錄下了自己的聲音，把錄音帶樣本交給了導師，並成功獲得了第一份工作，為一部外國電影擔任日語配音。
1994年在《超時空要塞7》作為配音員首次亮相。在此之前，她曾隸屬於Office薰、賢Production。  
出道後，她只接過一份工作，之後就再也沒有接到任何邀約，所以她被婉言謝絕了。她之所以參觀工作室，是因為她擾亂了周圍人的注意力和氣氛，例如在她私下一邊說話一邊抱怨。之後雖然找到了工作，但是實際的錄音和巡演完全不一樣，她非常緊張，第一次說台詞時，她感到十分懊悔和失落。每當這時，身邊熱心的前輩們都會支持她。
然而，她並沒有接到什麼大的工作，一度擔心「如果短期內看不到任何進展，或許我應該放棄配音工作」。當時她在《去吧！稻中桌球社》最終回以客串女主角星野純子的身份演出。在經歷困難的時候，她稍微改變了自己的思維方式，決定「嘗試做一些以前沒有做過的事情」、「如果我無論如何都要放棄，那就嘗試做一些以前想做但沒做過的事情」。她為了參加《去吧！稻中桌球社》錄音紀念活動的第二場、第三場慶功宴而留到了最後，音響監督和導演給了她計程車費，說道「岩井，你可能已經回不了家了，所以我幫你叫計程車，讓你回家吧」、「作為感謝你留到最後的謝禮」。然而，岩井大膽地拒絕了，她說「不，我不需要這一萬日圓。下次工作的時候再打電話給我」。正是這句大膽的台詞，讓她被邀請去試鏡《名偵探柯南》的角色。
在1996年開播的《名偵探柯南》中，她擔任吉田步美這一常駐角色。她最初試鏡的是毛利蘭的角色，但是落選。然而，吉田步美的角色尚未確定，音響監督推薦她來演這個角色。
2003年，她在《星際少年隊》裡首次飾演主角露娜。岩居與露娜身上有一些男孩特質，最初嘗試以一種不會讓露娜過於強勢的方式來演繹這個角色。然而，當音響導演佐藤敏夫告訴她「妳可以演得更強一點」時，岩井發現演起來很容易，並欣然應允。她也指出，露娜有時過於善良，因此她盡量避免給人留下令人討厭的印象。
2009年結婚生子。
曾任創造學園大學創造藝術學院藝術學系講師。

## 人物
音域：次女高音。
特長：盲打。興趣：伊豆旅行。
喜歡的書是驚悚與神秘學。喜歡的顏色是橘色。
喜歡的座右銘是「千里之行始於足下」。

## 演出
粗體字表示主要角色。

### 電視動畫
1994年
- 超時空要塞7

1995年
- 去吧！稻中桌球社（星野純子）
- 怪盜Saint Tail（女學生）

1996年
- 超者萊汀（日语：超者ライディーン）
- 名偵探柯南（1996年—2025年，吉田步美[23]、中森青子〈初代〉、桃井惠子〈初代〉、久美、武居直子、菊乃、岩井仁美、鮫崎美海、沖田惠子 等）
- 勇者指令達古王（女性）

1997年
- 金田一少年之事件簿（1997年—1999年，時原優、平嶋千繪、堀口啟子）
- 忍企鵝真丸（日语：忍ペンまん丸）（金屬線妹妹）

1998年
- 人小鬼大特別篇 約定的神奇日子（谷澤弘子）
- 麵包超人（白身〈初代〉、噴嚏妖怪）
- DT戰士（日语：DTエイトロン）（家聲）

1999年
- 海螺小姐
- WILD ARMS ～Twilight Venom～（日语：ワイルドアームズ トワイライトヴェノム）（女孩子）

2001年
- The Soul Taker ～魂狩～（日语：The Soul Taker 〜魂狩〜）（椎名霞）

2002年
- 閃靈二人組（筧朔羅）

2003年
- 星際少年隊（露娜[24]）

2004年
- 女孩萬歲系列（2004年—2005年，娜娜·庫·遙）2系列
- 月東日西 ～Operation Sanctuary～（仁科恭子）
- 仙境傳說 THE ANIMATION（月夜花）

2005年
- 小天小天子（日语：こてんこてんこ）（南村）

2006年
- Gift eternal rainbow（里緒奈美）
- 史上最強弟子兼一（姬野真琴）
- 旋風卡 陶藝家 猴太（日语：パッタ ポッタ モン太）（猴太）

2009年
- CLANNAD ～AFTER STORY～（老師）
- 發現·體驗·我喜歡巧虎！（小莉）

2011年
- 哆啦A夢 (水田山葵版)（女孩子）

2014年
- Happiness Charge 光之美少女！（相樂寬子）
- 名偵探柯南 江戶川柯南失蹤事件 ～史上最糟糕的兩天～（吉田步美[25]）

2016年
- 名偵探柯南 Episode"ONE" 變小的名偵探（吉田步美）
- 名偵探柯南 柯南與海老藏 歌舞伎十八番推理（日语：名探偵コナン コナンと海老蔵 歌舞伎十八番ミステリー）（吉田步美）

2020年
- EEE偵探社（日语：EEE探偵社）（兔川江洲、阿比留繪美里、PLUS）

2022年
- 名偵探柯南 本廳的刑警戀愛故事 ～結婚前夜～（吉田步美）
- 名偵探柯南 犯人·犯澤先生（吉田步美[26]）

### 電影動畫
1997年
- 秀逗魔導士GREAT（小孩）
- 名偵探柯南系列（1997年—2025年，吉田步美）28作品[系列 1][注 1]

2013年
- 魯邦三世VS名偵探柯南 THE MOVIE（吉田步美[46]）

### OVA
1993年
- 超時空世紀歐卡斯02（萊恩）

1995年
- 卒業 ～Graduation～（女子B）

1999年
- 青山剛昌短篇集「要等我哦」「偵探喬治的迷你大作戰（日语：探偵ジョージのミニミニ大作戦）」「劍豪，風雲再起」（友里、真子、玲奈）
- 名偵探柯南 來體驗一下繩文吧！（吉田步美）

2000年
- 名偵探柯南：柯南vs.基德vs.鐵劍 寶刀爭奪大決戰!!（吉田步美）
- 名偵探柯南：互聯網謎之郵件事件（吉田步美）

2001年
- 名偵探柯南：來自金字塔的挑戰書！（吉田步美）
- 名偵探柯南：追蹤神秘的水星怪獸！（吉田步美）

2002年
- 名偵探柯南：16個嫌疑犯（吉田步美）
- 名偵探柯南：逼近古代恐龍之謎！（吉田步美）

2003年
- 三角心 ～Sweet Songs Forever～（日语：とらいあんぐるハート3 〜Sweet Songs Forever〜#OVA）（月村忍）
- 名偵探柯南：柯南、平次與失蹤的少年!!（吉田步美、江坂繭美）
- 名偵探柯南：小鎮探險！獲取動物標識吧！（吉田步美）

2004年
- 東京大學物語

2005年
- 名偵探柯南：以毛利小五郎為目標!! 少年偵探團的秘密調查!!（吉田步美）

2007年
- 名偵探柯南：來自阿笠的挑戰書！阿笠對決柯南和少年偵探團!!（吉田步美）

2008年
- 名偵探柯南：女高中生偵探 鈴木園子事件簿（吉田步美）
- 名偵探柯南 MAGIC FILE：工藤新一 謎之牆壁和黑色拉布拉犬事件

2009年
- 名偵探柯南：十年後的陌生人（吉田步美）
- 名偵探柯南 MAGIC FILE2：新一與小蘭 麻將牌與七夕的回憶（吉田步美）

2010年
- 名偵探柯南：怪盜基德在陷阱之島（吉田步美）
- 名偵探柯南 MAGIC FILE3：通往大阪什錦煎餅的艱辛之路（吉田步美）

2011年
- 名偵探柯南：來自倫敦的秘密指令（吉田步美）
- 名偵探柯南 MAGIC FILE2011：新潟～東京 禮物狂想曲（吉田步美）

2012年
- 名偵探柯南：傳說中的球棒的奇蹟（吉田步美）

2013年
- 史上最強弟子兼一（姬野真琴）[注 2]

### 網路動畫
- 名偵探柯南 逃亡者·毛利小五郎（2014年，吉田步美）

### 遊戲
1997年
- 創世紀 冥河深淵（愛麗兒公主）
- 高校純愛物語（亞紀、電話女性）

1998年
- 名偵探柯南（1998年—2014年，吉田步美、松本早紀、魚住惠子）7作品[系列 2]

1999年
- 70年代風機器人動畫 GeP-X（日语：70年代風ロボットアニメ ゲッP-X）（高槻今日子）
- SD鋼彈 G世代（1999年—2006年，花·園麗（日语：ファ・ユイリィ））4作品[系列 3]

2000年
- 機動戰士鋼彈 基連的野望 吉翁的系譜（日语：機動戦士ガンダム ギレンの野望）（花·園麗）

2001年
- 雙子天使（日语：てんたま）（葵）
- 稜鏡之心（日语：プリズム・ハート）（普琳西亞）

2002年
- Erde ～在杜松的樹下～（日语：Erde 〜ネズの樹の下で〜）（洋子）

2003年
- THE 美少女模擬RPG MoonLightTale（日语：THE 美少女シミュレーションRPG MoonLightTale）（菲奈）

2004年
- 月東日西 ～Operation Sanctuary～（仁科恭子）

2007年
- QUILT 與你紡織的戀愛與夢幻的禮服（日语：きると）（水樹）
- narcissu SIDE 2nd（昭島優花）

2011年
- 機動戰士鋼彈 新基連的野望（日语：機動戦士ガンダム 新ギレンの野望）（花·園麗）

2018年
- 魔法氣泡!! Quest（日语：ぷよぷよ!!クエスト）（吉田步美[49]）

### 廣播劇CD
- 岩居由希子企劃製作原創廣播劇CD
  - 時間的那一方 前篇、後篇
  - Wonderful Box
  - 夜叉池
- 奉送的小林同學（日语：おまけの小林クン）（齊藤揚羽）
- 月東日西 廣播劇CD系列（仁科恭子） 
  - 廣播劇CD from TV animation 月東日西 第1卷
  - 廣播劇CD from TV animation 月東日西 第2卷
  - 廣播劇CD from TV animation 月東日西 第3卷
- 天使之卵（葵）
- 聖魔之血 Rage Against the Moons Chapter（女孩B、蓮的聲音、羅蕾塔）
- narcissu 廣播劇CD（優花）
- 名偵探柯南 「來自少年偵探團的挑戰書」（吉田步美）

### 外語配音

#### 電影
- 中華丈夫
- 挑戰者3：地獄魔神（英语：Highlander III: The Sorcerer）（約翰·麥克勞德〈加布里埃爾·卡康〉）※影碟版。
- 天涯海角
- 極地戀人（英语：Lovers of the Arctic Circle）（小時候的安娜〈莎拉·瓦琳特〉）
- 小魔女
- 金剛戰士系列
  - 金剛戰士（電視記者、校內廣播的聲音）
- 火線戰將（英语：The Patriot (1998 film)） ※日本電視台版。
- 截殺任務（英语：Sonic Impact） ※影碟版。
- 美夢成真（瑪莉·尼爾森〈潔西卡·布魯克斯·格蘭特〉）

#### 電視影集
- 流星花園（阿美〈李康宜〉）

#### 動畫
- 番茄醬（英语：Ketchup: Cats Who Cook）（古斯米太太）
- 摩登大聖（電視的聲音、女孩子 等）

### 電視劇
- 名偵探柯南 致工藤新一的挑戰書 離別前的序章（吉田步美的聲音）

### 電視節目
- @薩普利！（日语：@サプリッ!）（旁白）
- 相約在三時（日语：3時にあいましょう）—未成年時代，作為演員單元參加。
- 裸之少年（旁白）

### 廣播節目
- 甜心甜心收音機（日语：はにはにラジオ）（主持人）
- CONAN RADIO（第5、6回嘉賓）

### 音樂CD
- 星球流浪記
- 名偵探柯南 角色歌曲集 帝丹小學全員集合!!
  - 帝丹小學校歌／露營的歌／我們夢寐的假面超人／謎團在招喚著我們'06／溫柔的雨 ～汙染地的歩美～／我們夢寐的假面超人（少年偵探團短版本）

### 朗讀劇
- 生之喜悅（日语：ハッピーバースデー 命かがやく瞬間#朗読劇）（橋本老師、野村真知子）

## 腳註

## 外部連結
- （日語）—岩居由希子的官方個人網站。
- ，存于 （日語）—（舊）岩居由希子的官方個人網站。
- 岩居由希子的X（前Twitter） （日語）
- 岩居由希子的Instagram帳戶 （日語）
- 岩居由希子的Facebook專頁 （日語）
- YouTube上的岩居由希子頻道 （日語）